# Any Day Now (Joan Baez)
Any Day Now è un album discografico della cantante folk statunitense Joan Baez pubblicato su doppio LP nel 1968, costituito esclusivamente da cover di canzoni di Bob Dylan. Il disco raggiunse la trentesima posizione della classifica Billboard Pop Albums.

## Il disco
All'epoca della pubblicazione dell'album, sei della canzoni contenute nel disco non erano state ancora rese disponibili ufficialmente in nessun album di Bob Dylan. Un brano inoltre, Love is Just a Four-Letter Word, non sembra essere mai stato inciso da Dylan stesso. L'album fu prodotto durante una lunga seduta di registrazione svoltasi a Nashville nel settembre 1968, dalla quale scaturì anche il disco David's Album pubblicato nel 1969.
Joan Baez disegnò personalmente delle illustrazioni per ogni canzone.
La ristampa della Vanguard contiene due tracce bonus: Blowin' in the Wind e It Ain't Me Babe, registrate entrambe dal vivo nel 1967 in Giappone.

## Tracce
Lato A
- Tutti i brani sono opera di Bob Dylan, eccetto dove indicato diversamente.

1. Love Minus Zero/No Limit – 2:41
2. North Country Blues – 5:00
3. You Ain't Goin' Nowhere – 2:55
4. Drifter's Escape – 2:50
5. I Pity the Poor Immigrant – 3:45

Durata totale: 17:11
Lato B
1. Tears of Rage – 4:20 (Bob Dylan, Richard Manuel (musica))
2. Sad-Eyed Lady of the Lowlands – 11:18

Durata totale: 15:38
Lato C
1. Love Is Just a Four-Letter Word – 4:25
2. I Dreamed I Saw St. Augustine – 3:14
3. The Walls of Redwing – 3:45
4. Dear Landlord – 2:57
5. One Too Many Mornings – 3:10

Durata totale: 17:31
Lato D
1. I Shall Be Released – 3:55
2. Boots of Spanish Leather – 4:29
3. Walkin' Down the Line – 3:20
4. Restless Farewell – 5:43

Durata totale: 17:27
Edizione CD del 2005, pubblicato dalla Vanguard Records (VMD 79741)
- Tutti i brani sono opera di Bob Dylan, eccetto dove indicato diversamente.

1. Love Minus Zero/No Limit – 2:41
2. North Country Blues – 5:00
3. You Ain't Going Nowhere – 2:58
4. Drifter's Escape – 2:55
5. I Pity the Poor Immigrant – 3:45
6. Tears of Rage – 4:19 (Bob Dylan, Richard Manuel (musica))
7. Sad-Eyed of the Lowlands – 11:15
8. Love Is Just a Four-Letter Word – 4:24
9. I Dreamed I Saw St. Augustine – 3:14
10. The Walls of Redwing – 3:49
11. Dear Landlord – 2:57
12. One Too Many Mornings – 3:10
13. I Shall Be Released – 3:55
14. Boots of Spanish Leather – 4:31
15. Walkin' Down the Line – 3:21
16. Restless Farewell – 5:49
17. Blowin' in the Wind (Live) – 3:16 – Bonus Track
18. It Ain't Me Babe (Live) – 3:17 – Bonus Track

Durata totale: 74:36

## Formazione
- Joan Baez – voce, chitarra
- Fred Carter – mandolino
- Pete Drake – pedal steel guitar
- Johnny Gimble – violino
- Roy Huskey Jr. – basso
- Tommy Jackson – violino
- Jerry Kennedy – chitarra
- Jerry Reed – chitarra
- Harold Bradley – chitarra, dobro
- Hargus "Pig" Robbins – pianoforte
- Stephen Stills – chitarra
- Harold Rugg – chitarra, dobro
- Grady Martin – chitarra
- Buddy Spicher – violino
- Norbert Putnam – basso
- Kenny Buttrey – batteria

## Classifica
| Anno | Classifica           | Posizione |
| ---- | -------------------- | --------- |
| 1969 | Billboard Pop Albums | 30        |